# Glorianna Silver
Glorianna Silver è un personaggio dei fumetti pubblicati dalla Top Cow e appare per la prima volta in Witchblade: Trinità Infranta come nuova detentrice della Pietra del Fuoco, uno dei 13 artefatti, l'entità di creazione che si oppone alla Pietra del Ghiacciaio.

## Biografia del personaggio

### Detentrice della Pietra del Fuoco
Glorianna è una cacciatrice di tesori alla ricerca dei 13 artefatti: trova la Pietra del Fuoco al collo dello scheletro della precedente detentrice, morta nel Medioevo, in una grotta nelle montagne norvegesi. Appena la indossa, l'artefatto si impossessa di lei, che decide di partire alla ricerca degli altri.
Sorvolando gli Stati Uniti avverte la presenza dell'Angelus, di Witchblade e di Darkness vicino al luogo dove sta passando il suo aereo e, usando il potere della pietra, fa esplodere il velivolo per precipitarsi nella lotta. Lì incontra anche Michael Finnegan, detentore della Pietra del Ghiacciaio, l'avversario naturale della Pietra del Fuoco. Glorianna abbatte facilmente il suo avversario, ma viene poi sopraffatta dalla forza dell'Angelus.

### Ritorno in Norvegia
Glorianna si risveglia confusa e priva della memoria nella tundra norvegese: riesce a ricordare di essere stata vinta dall'Angelus poco prima di essere uccisa da un orso polare e fa ritorno a casa, da un uomo di nome Wulfgar che la avverte che con quel gesto ha rischiato di mandare all'aria gli anni di allenamento per prepararla ad essere la detentrice ideale per la Pietra del Fuoco. Dopo aver salvato la vita a Wulfgar, viene a conoscenza di un gruppo di cacciatori di taglie che vogliono eliminare le due pietre e impossessarsi del Vaso di Pandora, uno dei 13 artefatti. Wulfgar allora confessa a Glorianna che il suo dovere non è sconfiggere Michael Finnegan, ma trovare il Vaso di Pandora, che le permetterà di dominare il suo avversario.